# Beatyfikowani i kanonizowani przez Klemensa XII
Beatyfikowani i kanonizowani przez Klemensa XII – święci i błogosławieni wyniesieni na ołtarze w czasie pontyfikatu Klemensa XII.

## 1731
- Św.  Piotr Orseolo (zatwierdzenie kultu)

## 1732
23 listopada
- Bł. Katarzyna del Ricci

## 1733
23 stycznia
- Bł. Jan z Dukli (zatwierdzenie kultu)

## 1736
24 kwietnia
- Bł. Benedykt XI (zatwierdzenie kultu)

## 1737
13 kwietnia
- Bł. Klara z Montefalco
- Bł. Michalina z Pesaro (zatwierdzenie kultu)

16 czerwca
- Św. Jan Franciszek Regis
- Św. Juliana Falconieri
- Św. Katarzyna z Genui
- Św. Wincenty à Paulo

22 czerwca
- Bł. Józef z Leonessy

15 lipca
- Bł. Jan Anioł Porro (zatwierdzenie kultu)